# Kupa na Sŭvet·skata armiya 1974-1975
La Coppa dell'Esercito sovietico 1974-1975 è stata la 30ª edizione di questo trofeo, e la 35ª in generale di una coppa nazionale bulgara di calcio, terminata il 21 giugno 1975. Lo Slavia Sofia ha vinto il trofeo per la quinta volta.

## Primo turno
| Squadra 1            | Risultato | Squadra 2            |
| -------------------- | --------- | -------------------- |
| 1974                 |           |                      |
| Bdin                 | 3 – 1     | FK Levski            |
| Dobrudža             | 2 – 0     | Benkovski Isperih    |
| Metalurg Pernik      | 3 – 0     | Montana              |
| Energiya Targovishte | 0 – 1     | Lokomotiv Mezdra     |
| Tundzha Yambol       | 2 – 0     | Svilengrad           |
| Arda Kărdžali        | 1 – 0     | Marica Plovdiv       |
| Hadji Dimitar Sliven | 1 – 2     | Hebăr Pazardžik      |
| Dorostol Silistra    | 2 – 0     | Sportist Kremikovtsi |
| Cavdar Troyan        | 4 – 2     | Nesebăr              |
| Šumen                | 2 – 0     | Velbažd              |
| Rodopa Smoljan       | 5 – 1     | Belasica Petrič      |
| Slivniški Geroj      | 3 – 0     | Lokomotiv Ruse       |

## Sedicesimi di finale
| Squadra 1           | Risultato | Squadra 2         |
| ------------------- | --------- | ----------------- |
| 15/22 dicembre 1974 |           |                   |
| Lokomotiv Plovdiv   | 2 – 0     | Šumen             |
| Tundzha Yambol      | 1 – 0     | Jantra Gabrovo    |
| Sliven              | 2 – 1     | Slivniški Geroj   |
| Vidima-Rakovski     | 1 – 2     | Slavia Sofia      |
| Spartak Pleven      | 3 – 2     | Metalurg Pernik   |
| Cavdar Troyan       | 0 – 2     | FK Etăr           |
| Minjor Pernik       | 1 – 0     | Arda Kărdžali     |
| Vatev Beloslav      | 1 – 0     | Dunav Ruse        |
| Černo More Varna    | 4 – 1     | Akademic Svištov  |
| Dorostol Silistra   | 0 – 1     | Botev Plovdiv     |
| Bdin                | 1 – 0     | Pirin Blagoevgrad |
| Akademik Sofia      | 3 – 0     | Rodopa Smoljan    |
| Lokomotiv Sofia     | 2 – 0     | Hebăr Pazardžik   |
| Botev Vraca         | 3 – 0     | Lokomotiv Mezdra  |
| Levski Sofia        | 1 – 0     | Beroe             |
| Dobrudža            | 1 – 2     | CSKA Sofia        |

## Fase a gironi
Le gare si sono svolte tra il 22 febbraio e il 1 marzo 1975.

### Gruppo 1
| Squadra        | Pt | G | V | N | P | GF | GS | DG |
| -------------- | -- | - | - | - | - | -- | -- | -- |
| Slavia Sofia   | 4  | 3 | 1 | 2 | 0 | 4  | 2  | +2 |
| Botev Plovdiv  | 4  | 3 | 2 | 0 | 1 | 6  | 4  | +2 |
| Tundzha Yambol | 3  | 3 | 1 | 1 | 1 | 4  | 2  | +2 |
| Minjor Pernik  | 1  | 3 | 0 | 1 | 2 | 1  | 7  | -6 |

| Squadra 1      | Risultato   | Squadra 2      |
| 1ª giornata    | 1ª giornata | 1ª giornata    |
| -------------- | ----------- | -------------- |
| Slavia Sofia   | 1 - 1       | Minjor Pernik  |
| Botev Plovdiv  | 2 - 1       | Tundzha Yambol |
| 2ª giornata    |             |                |
| Slavia Sofia   | 3 - 1       | Botev Plovdiv  |
| Minjor Pernik  | 0 - 3       | Tundzha Yambol |
| 3ª giornata    |             |                |
| Tundzha Yambol | 0 - 0       | Slavia Sofia   |
| Botev Plovdiv  | 3 - 0       | Minjor Pernik  |

### Gruppo 2
| Squadra        | Pt | G | V | N | P | GF | GS | DG |
| -------------- | -- | - | - | - | - | -- | -- | -- |
| Levski Sofia   | 5  | 3 | 2 | 1 | 0 | 6  | 2  | +4 |
| Spartak Pleven | 3  | 3 | 1 | 1 | 1 | 6  | 5  | +1 |
| Akademik Sofia | 2  | 3 | 1 | 0 | 2 | 4  | 5  | -1 |
| Bdin           | 2  | 3 | 1 | 0 | 2 | 3  | 7  | -4 |

| Squadra 1      | Risultato   | Squadra 2      |
| 1ª giornata    | 1ª giornata | 1ª giornata    |
| -------------- | ----------- | -------------- |
| Akademik Sofia | 1 - 3       | Spartak Pleven |
| Levski Sofia   | 3 - 0       | Bdin           |
| 2ª giornata    |             |                |
| Spartak Pleven | 2 - 3       | Bdin           |
| Akademik Sofia | 1 - 2       | Levski Sofia   |
| 3ª giornata    |             |                |
| Bdin           | 0 - 2       | Akademik Sofia |
| Levski Sofia   | 1 - 1       | Spartak Pleven |

### Gruppo 3
| Squadra           | Pt | G | V | N | P | GF | GS | DG |
| ----------------- | -- | - | - | - | - | -- | -- | -- |
| Lokomotiv Sofia   | 4  | 3 | 1 | 2 | 0 | 3  | 2  | +1 |
| Sliven            | 3  | 3 | 0 | 3 | 0 | 3  | 3  | 0  |
| Černo More Varna  | 3  | 3 | 0 | 2 | 0 | 2  | 2  | 0  |
| Lokomotiv Plovdiv | 2  | 3 | 0 | 2 | 1 | 3  | 4  | -1 |

| Squadra 1         | Risultato   | Squadra 2         |
| 1ª giornata       | 1ª giornata | 1ª giornata       |
| ----------------- | ----------- | ----------------- |
| Lokomotiv Plovdiv | 0 - 0       | Černo More Varna  |
| Sliven            | 0 - 0       | Lokomotiv Sofia   |
| 2ª giornata       |             |                   |
| Černo More Varna  | 1 - 1       | Lokomotiv Sofia   |
| Lokomotiv Plovdiv | 2 - 2       | Sliven            |
| 3ª giornata       |             |                   |
| Lokomotiv Sofia   | 2 - 1       | Lokomotiv Plovdiv |
| Sliven            | 1 - 1       | Černo More Varna  |

### Gruppo 4
| Squadra        | Pt | G | V | N | P | GF | GS | DG |
| -------------- | -- | - | - | - | - | -- | -- | -- |
| CSKA Sofia     | 6  | 3 | 3 | 0 | 0 | 3  | 0  | +3 |
| Botev Vraca    | 3  | 3 | 1 | 1 | 1 | 4  | 2  | +2 |
| FK Etăr        | 2  | 3 | 1 | 0 | 2 | 3  | 6  | -3 |
| Vatev Beloslav | 1  | 3 | 0 | 1 | 2 | 3  | 5  | -2 |

| Squadra 1      | Risultato   | Squadra 2      |
| 1ª giornata    | 1ª giornata | 1ª giornata    |
| -------------- | ----------- | -------------- |
| CSKA Sofia     | 1 - 0       | FK Etăr        |
| Botev Vraca    | 1 - 1       | Vatev Beloslav |
| 2ª giornata    |             |                |
| FK Etăr        | 3 - 2       | Vatev Beloslav |
| CSKA Sofia     | 1 - 0       | Botev Vraca    |
| 3ª giornata    |             |                |
| Botev Vraca    | 3 - 0       | FK Etăr        |
| Vatev Beloslav | 0 - 1       | CSKA Sofia     |

## Quarti di finale
| Squadra 1       | Risultato       | Squadra 2      |
| --------------- | --------------- | -------------- |
| 19 marzo 1975   |                 |                |
| CSKA Sofia      | 4 – 1           | Spartak Pleven |
| Slavia Sofia    | 2 – 0           | Sliven         |
| Lokomotiv Sofia | 3 – 1           | Botev Plovdiv  |
| Botev Vraca     | 0 – 0 (5-4 dtr) | Levski Sofia   |

## Semifinali
| Squadra 1       | Risultato   | Squadra 2   |
| --------------- | ----------- | ----------- |
| 14 maggio 1975  |             |             |
| Slavia Sofia    | 2 – 0 (dts) | CSKA Sofia  |
| Lokomotiv Sofia | 2 – 0       | Botev Vraca |

## Finale
| Arbitro: | Petar Nikolov |

|                       |           |                        |
| Željazkov 41’ 86’ 89’ | Marcatori | 11’ Arsov 81’ Hadzhiev |